# Wehmeyera acerina
Wehmeyera acerina — вид грибів, що належить до монотипового роду Wehmeyera. Назва вперше опублікована 1989 року.